# El Crucero, Chiapas
El Crucero är en ort i Mexiko.   Den ligger i kommunen Tila och delstaten Chiapas, i den sydöstra delen av landet, 700 km öster om huvudstaden Mexico City. El Crucero ligger 548 meter över havet och antalet invånare är 512.
Terrängen runt El Crucero är bergig västerut, men österut är den kuperad. Runt El Crucero är det ganska tätbefolkat, med 111 invånare per kvadratkilometer. Närmaste större samhälle är El Limar, 8,1 km nordost om El Crucero. I omgivningarna runt El Crucero växer i huvudsak städsegrön lövskog.